# Лівий міністр
Лівий міністр (яп. 左大臣, さだいじん, садайдзін) — посада чиновника високого рангу в Японії.
1. Один з голів Верховної державної ради 8 — 19 століття. Керував державними справами. Нижче верховного державного міністра, вище правого міністра. Інші назви — сафу (左府), сасьодзьо (左丞相), сабокуя (左僕射), хідарі-но-оїмоутіґімі, хідарі-но-отодо.
2. Один з голів Верховної державної ради в «системі Дайдзьокан» 1869—1885 років, в часи реставрації Мейдзі. Керував державними справами, був радником Імператора.